# アレクサンダー・ラハバリ
アリ・ラハバリ（Ali Rahbari, 1948年 - ）は、「アレクサンダー・ラハバリ」（英語: Alexander Rahbari）の名で世界的に著名なイラン出身の指揮者。作曲家としても活動している。ペルシア語ではعلی رهبری (ʿAlī Rahbarī; アリー・ラフバリー）。　

## 経歴
イラン国立音楽院でヴァイオリンと作曲を学ぶ。17歳で、恩師ホセイン・デフラヴィーの指揮する芸術省管弦楽団の首席ヴァイオリニストに選ばれる。国立音楽院を卒業後、イラン文化芸術省より奨学金を得てオーストリアに留学。ウィーン音楽アカデミーでゴットフリート・フォン・アイネム、ハンス・スワロフスキー、カール・エスターライヒャーらに師事。
それから数ヵ月後にイランに帰国し、1973年にペルシア国立音楽院院長に就任し、1974年から1977年までテヘラン音楽院院長を務めた。この間に、イランの新進気鋭の音楽家と共同で青少年オーケストラを設立、その音楽監督と終身指揮者に着任。テヘラン交響楽団やイラン国立放送室内管弦楽団、テヘラン歌劇場管弦楽団を指揮した。
1977年に再び渡欧、同年にフランスのブザンソン指揮者コンクールの覇者となり、1978年には国際ジュネーヴ指揮コンクールで銀メダルを獲得。同年、ニュルンベルク交響楽団を指揮して、「ペルシャの交響詩 Symphonische Dichtungen aus Persien 」と題した3枚組のLPを発表、自作を含む6人のイラン出身の作曲家による管弦楽曲を録音した。
1979年は、招かれてベルリン・フィルハーモニー管弦楽団を指揮、生涯でもっとも重大な転機となる。1980年にザルツブルク音楽祭では、ヘルベルト・フォン・カラヤンの助手を務めた。1988年から1996年まで、ブリュッセルのBRTNフィルハーモニー管弦楽団（現ブリュッセル・フィルハーモニック）の首席指揮者を務め、任期中にディスカヴァー・レーベルを設立して数々の重要な録音を残すとともに、数々の無名ながら実力ある演奏家を発掘、また、メジャー・レーベルから廃盤となった作品の復活にも取り組んだ（同レーベルはコッホ・インターナショナルに吸収された）。ディスカヴァー・レーベルにおけるベルギーBRTNフィルとの録音はキングレコードにより、「エヴァンゲリオン・クラシック」シリーズの音源に転用された。現在はザグレブ・フィルハーモニー管弦楽団の音楽監督に就任している。また、ベルギーBRTNフィル退任後の1997年には、イラン革命によって欧米に亡命したペルシャ人演奏家を結集して、ペルシャ国際フィルハーモニー管弦楽団を創設した。
姉妹のソーレ・ラハバリはサクソフォーン奏者。

## 主な作品
- ヴァイオリン協奏曲（ペルシア風交響曲、交響詩、とも称される）
- 9つのフルートのための《ベイルート》
- 人権のために
- ペルシア風バレエ
- ト調による《ペルシャの神秘》